# Strange Place for Snow
Strange Place for Snow är ett musikalbum från 2002 av jazzgruppen Esbjörn Svensson Trio.

## Låtlista
All musik är skriven av e.s.t.
1. The Message – 5:12
2. Serenade for the Renegade – 4:26
3. Strange Place for Snow – 6:41
4. Behind The Yashmak – 10:27
5. Bound for the Beauty of the South – 5:07
6. Years of Yearning – 5:41
7. When God Created the Coffeebreak – 6:35
8. Spunky Sprawl – 6:25
9. Carcrash – 17:51

## Medverkande
- Esbjörn Svensson – piano, keyboards
- Dan Berglund – bas
- Magnus Öström – trummor, slagverk

## Listplaceringar
| Lista (2002) | Topplacering |
| ------------ | ------------ |
| Sverige      | 21           |